# Raidillon de l'Eau Rouge

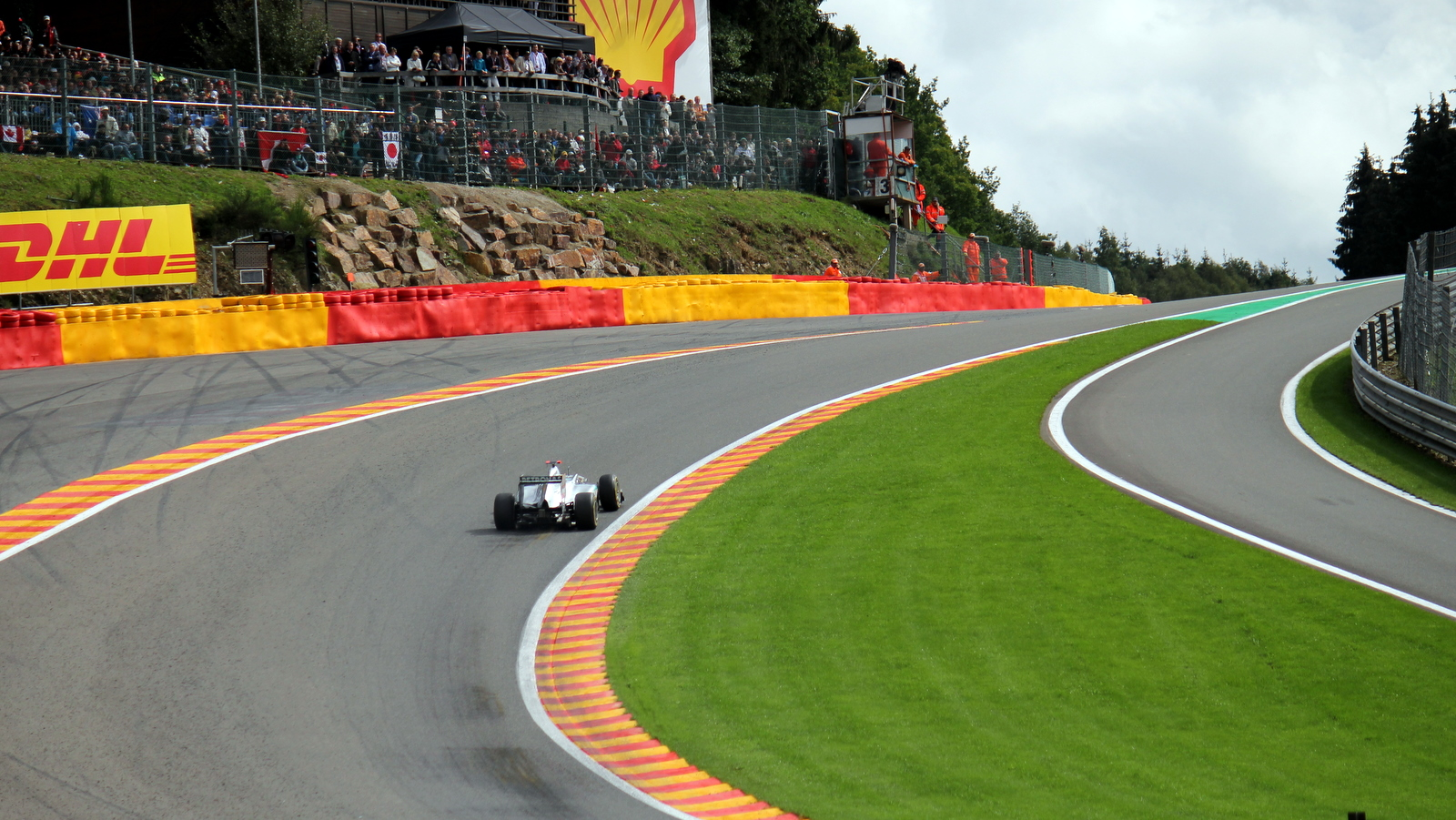
Le Raidillon en 2011.

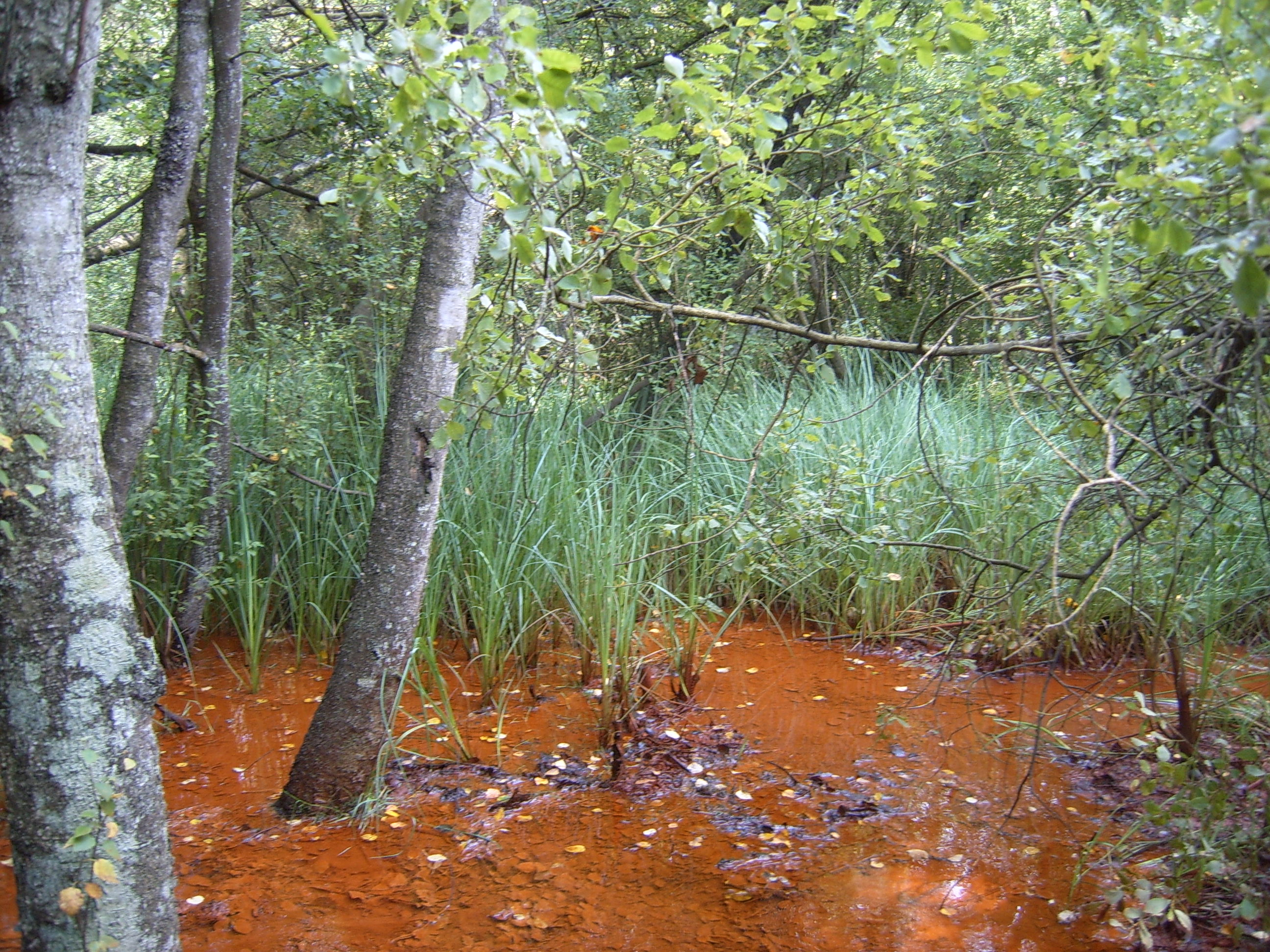
Berges marécageuses de l'Eau Rouge.

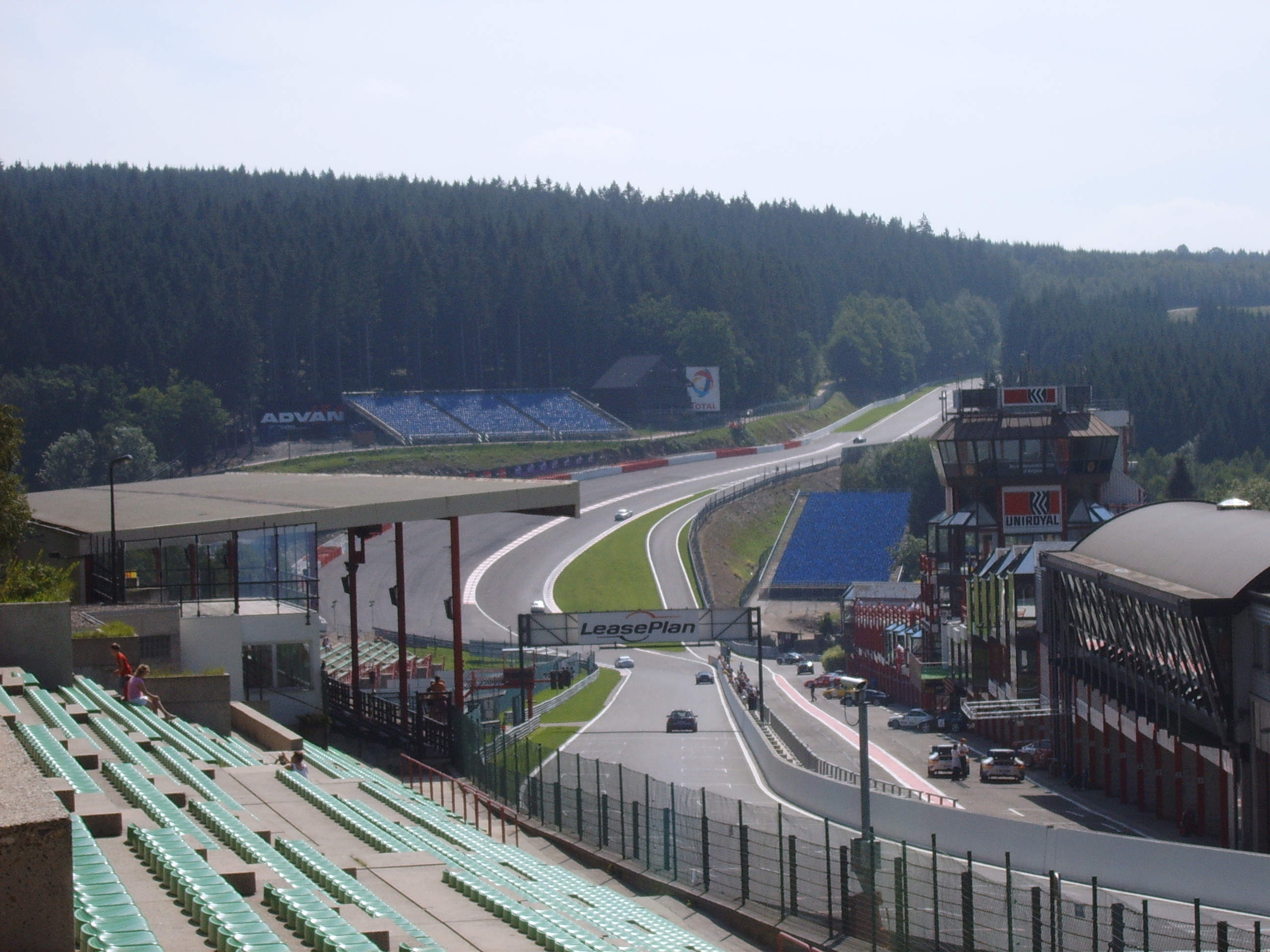
La descente suivant l'épingle de La Source suivie du Raidillon (2005).

Le Raidillon de l'Eau Rouge, qui doit son nom à l'Eau Rouge, une rivière chargée d'eaux ferrugineuses qui traverse le circuit, est l'enchaînement le plus célèbre du circuit de Spa-Francorchamps, en Belgique. Le virage fut construit en 1939.

## Tracé
Cet enchaînement a connu de nombreuses modifications au cours du temps, principalement pour des raisons de sécurité. La piste y est plusieurs fois élargie, notamment en 1970. Pour le retour de la F1 en 1983, le tracé est lui-même « déplacé » d'une dizaine mètres sur la droite pour faire place à une zone de dégagement à l'extérieur, réduisant l'angle de la courbe, et ne changera plus vraiment depuis.
Il s'agit d'une côte très raide à 17 % survenant après la descente succédant à l'épingle de La Source et une cuvette marquant son commencement. La montée, dont le dénivelé est d'environ 40 mètres, est parcourue par un virage à droite s'élargissant en aveugle, suivi d'un faux plat puis d'une courbe à gauche aboutissant sur la ligne droite de Kemmel. Les pilotes négocient souvent cet enchaînement à fond,  une F1 y passe à environ 300 km/h.

« Il faut être courageux au moment d'aborder cette montagne. À chaque passage, c'est un combat avec votre instinct de survie pour garder votre pied droit à fond. À chaque tour on tente de repousser un peu plus loin la limite. S'il n'y avait pas de risque, il n'y aurait pas d'intérêt. Ça serait comme marcher sur un fil à un mètre du sol. Tout le monde pourrait le faire. »

— Jacques Villeneuve

## Bords de piste
La zone de dégagement à l'extérieur du virage a évolué avec le temps. Ainsi, à la création du raidillon, elle n'existait pas et les sorties de piste se finissaient dans un muret. À la suite de plusieurs accidents tragiques dont celui des 24 Heures du Mans 1955, les spectateurs sont éloignés de la piste, et un bac à gravier est installé. Plus récemment, les tribunes ont de nouveau été éloignées, permettant un agrandissement de la surface de la zone de dégagement, laquelle a été asphaltée. Les spectateurs pouvaient initialement s'installer à l'« intérieur » du raidillon, mais depuis les travaux réalisés à l'extérieur, la sortie de la voie des anciens stands a été prolongée à la droite du raidillon pour ramener les voitures sur la piste après le raidillon plutôt qu'avant (la sortie des stands actuels se fait maintenant en amont des anciens stands, juste après l'épingle de la Source).

## Faits de course
Une image gravée dans la tête de chaque personne présente à cet endroit aux 1 000 kilomètres de Spa en 1970 est certainement la montée côte à côte du raidillon par Joseph Siffert et Pedro Rodriguez à bord de leurs Porsche 917 de l'écurie John Wyer Automotive Engineering, Rodriguez à la corde et Siffert à l'extérieur.
Plusieurs pilotes y ont fait des sorties de route impressionnantes, dont Alex Zanardi en F1 (1993), de même que Mika Salo en 1998 ainsi que Jacques Villeneuve en 1998 et 1999, Ricardo Zonta en 1999, Giancarlo Fisichella en 2005 et plus récemment Kevin Magnussen en 2016.
Stefan Bellof y trouva la mort en 1985 au volant d'une Porsche 956.
Le 31 août 2019, le pilote français Anthoine Hubert y est victime d'un grave accident au deuxième tour de la course longue de Formule 2. Après une violente sortie de piste, sa monoplace de l'écurie Arden International en perdition revenant sur la piste après avoir percuté le rail de sécurité après un accrochage avec la voiture de Giuliano Alesi (parti en tête à queue à la sortie du virage en haut du Raidillon de l'Eau Rouge) est percutée à pleine vitesse par celle de l'Américain Juan Manuel Correa et se désintégre sous la violence du choc, coupée en deux,,,.

## Galerie

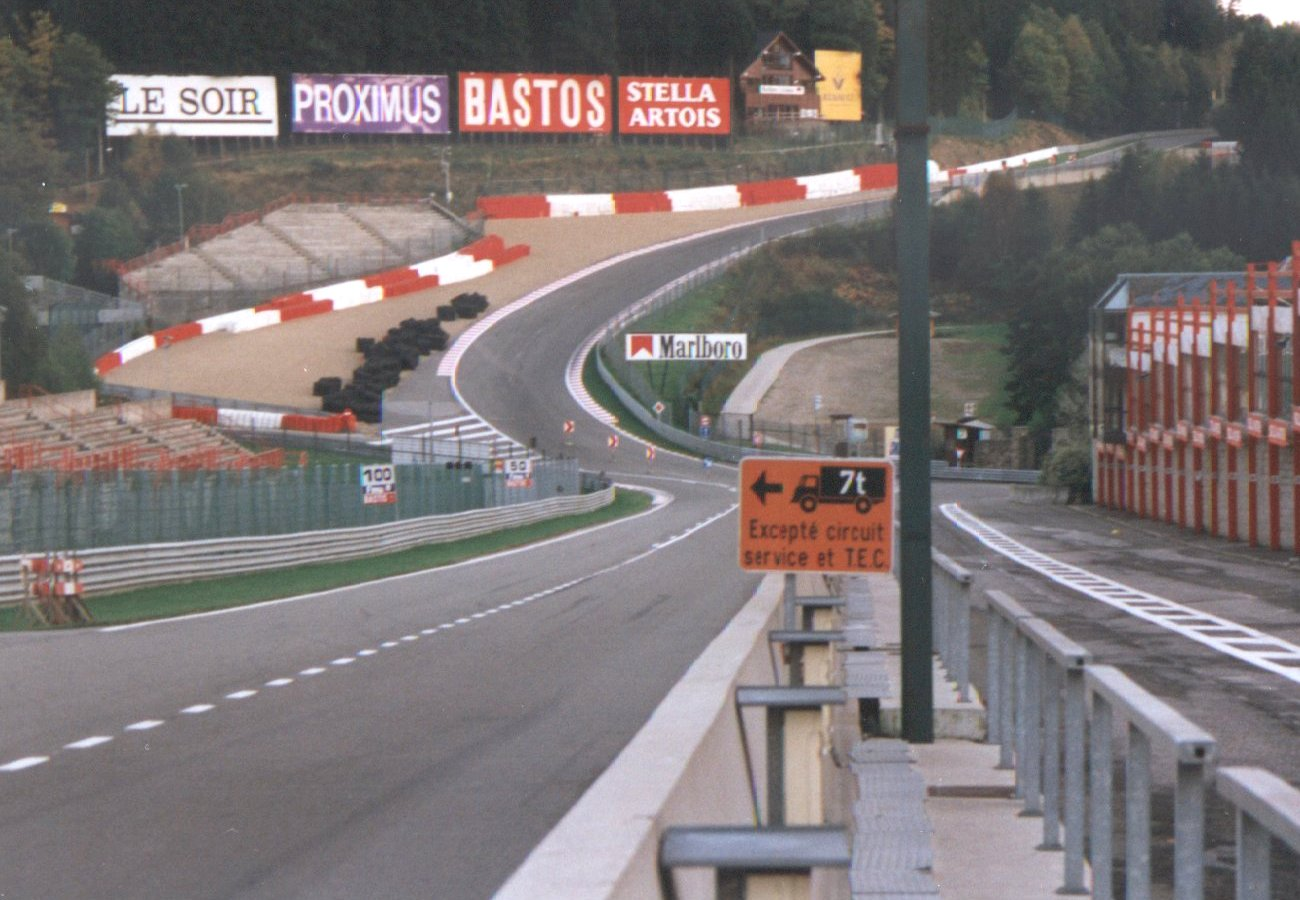
Le raidillon en 1997. Le circuit n'était pas encore permanent, la circulation générale empruntait le raidillon dans un sens, l'autre passant par l'ancienne douane.
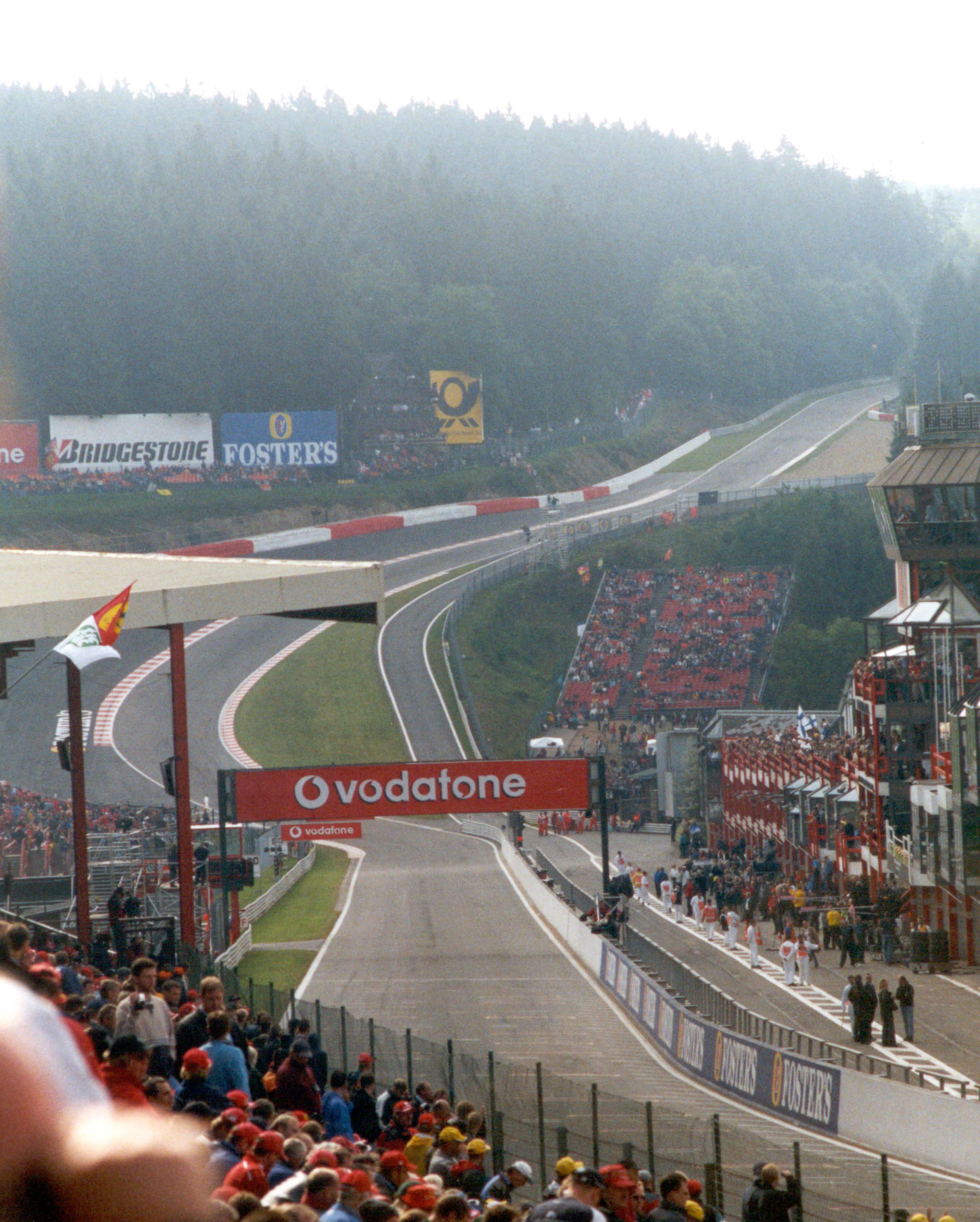
Le raidillon en 2001.
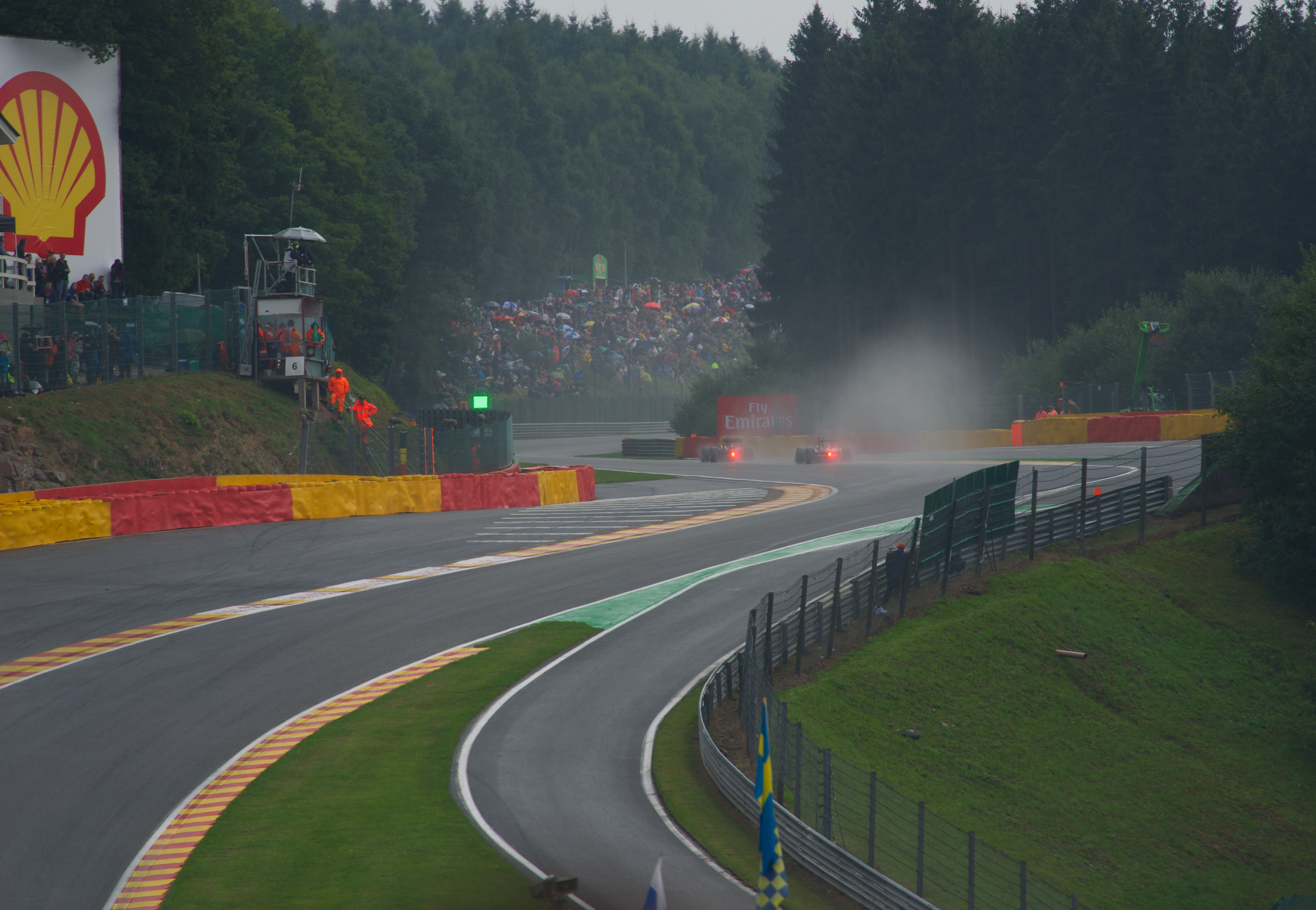
Le sommet du raidillon (2013).
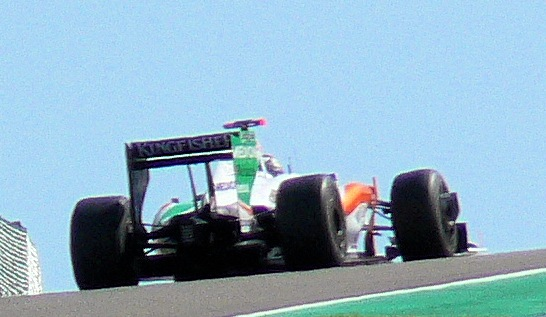
Une F1 au sommet du raidillon.
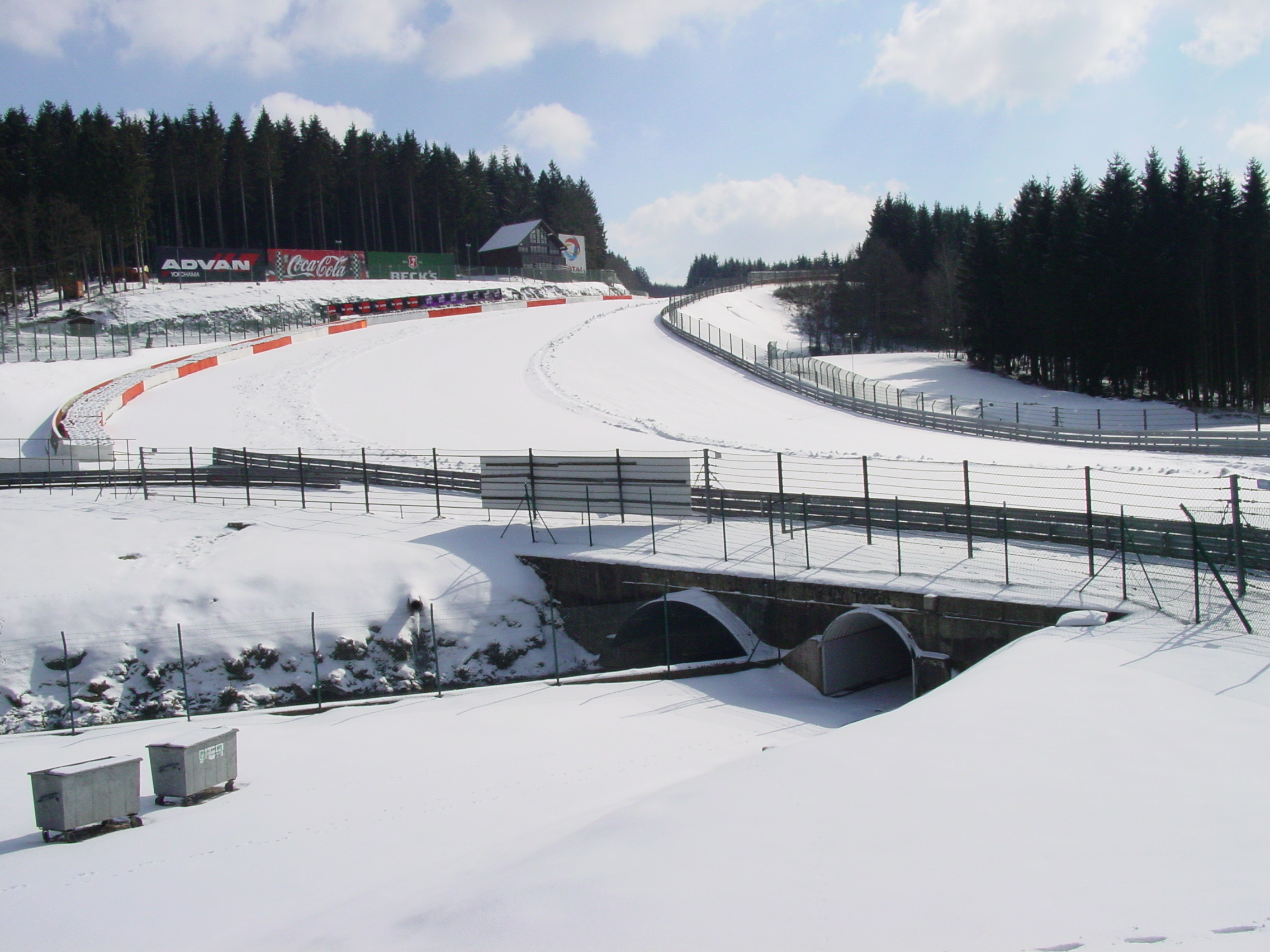
Le raidillon enneigé.